# Hovedstadens Venstre
For det nuværende parti, se Venstre.
Hovedstadens Venstre var betegnelsen for partiet Venstre i opstillingskredsene i København ved folketingsvalget i 1947. 
Det, at Venstre i København valgte at opstille på en særskilt liste, bevirkede, at Venstre som helhed fik tre mandater mere, end valgresultatet berettigede til. Som følge af at Venstre på landsplan var overrepræsenteret med 4 kredsmandater, blev Rigsdagsvalgloven efterfølgende ændret på initiativ af den daværende socialdemokratiske indenrigsminister Jens Smørum.
I modsætning til resten af landet, hvor Venstre havde partibogstavet D, var Hovedstadens Venstre tildelt et V på stemmesedlen, hvilket siden 1971 har været partiets opstillingsbogstav.